# Црна Гора на Зимским олимпијским играма 2010.
Црна Гора као самостална држава учествује први пут на Зимским олимпијским играма 2010, у Ванкуверу (Канада) са једним такмичарем у  алпском скијању у 2 дисциплине.

## Алпско скијање

### Мушкарци
| Тачмичар    | Дисциплина | Резултати    | Резултати    | Резултати | Резултати | Резултати     |
| Тачмичар    | Дисциплина | 1. трка      | 2. трка      | Укупно    | Заостатак | Пласман       |
| ----------- | ---------- | ------------ | ------------ | --------- | --------- | ------------- |
| Бојан Косић | Слалом     | 56,15 (46)   | 59,17 (41)   | 1:55,32   | 16,00     | 40 / 48 (102) |
| Бојан Косић | Велеслалом | 1:27,74 (70) | 1:30.29 (60) | 2:58,03   | 20,20     | 61 / 81 (103) |